# Massillargues-Attuech
Massillargues-Attuech település Franciaországban, Gard megyében. Lakosainak száma 669 fő (2022. január 1.). Massillargues-Attuech Boisset-et-Gaujac, Canaules-et-Argentières, Lézan, Saint-Nazaire-des-Gardies és Tornac községekkel határos.

## Népesség
A település népességének változása:
| Lakosok száma | 335  | 331  | 419  | 706  | 671  | 657  | 662  | 667  | 669  | 669  |
|               | 1968 | 1982 | 1990 | 2006 | 2013 | 2015 | 2017 | 2019 | 2020 | 2022 |